# خوزه اویوآ
خوزه اویوآ (اسپانیایی: José Ulloa‎؛ زادهٔ ۱۹۳۴) کارگردان فیلم و فیلم‌نامه‌نویس اهل اسپانیا است.
او بیشتر به‌خاطر کارگردانی فیلم پناهگاه ترس (۱۹۷۴) شناخته می‌شود، که پتی شپرد در آن ایفای نقش کرده است. این فیلم علمی تخیلی داستان زن و شوهری را روایت می‌کند که در یک پناهگاه بارش اتمی زندگی می‌کنند. او به‌همراه مانوئل واسکس مونتالبان فیلم‌نامهٔ خالکوبی (۱۹۷۸) را نوشت. همچنین فیلم‌های معشوقهٔ ساده‌دل (۱۹۷۷)، جوانان بی‌مهار (۱۹۷۸) و اندلس کوچولو (۱۹۸۹) نیز به کارگردانی او ساخته شده‌اند.
او فیلم‌نامهٔ قبر تو دقیقاً همین‌جا خواهد بود... رفیق (۱۹۷۲) را نوشت و دستیار کارگردان این فیلم نیز بود.
از فیلم‌ها یا مجموعه‌های تلویزیونی دیگری که وی در آن‌ها نقش داشته‌است، می‌توان به بیست گام تا مرگ اشاره نمود.